# Zelba (commune)
Zelba est une municipalité tunisienne rattachée à la délégation de Sidi Alouane dans le gouvernorat de Mahdia. Elle est bordée à l'est par Melloulèche et El Bradâa, à l'ouest par Tlelsa, au nord par Sidi Alouane et au sud par Jebiniana et El Hencha.
Elle est créée par le décret du 26 mai 2016, en même temps que les municipalités de Hkaima, Sidi Zid et Tlelsa, et divisée en cinq secteurs administratifs : Zelba Est, Zelba Ouest, Oued Béja Sud, Nozha et Zarda. Celui-ci entre en vigueur le 27 décembre 2017[réf. nécessaire]. Zelba comporte un seul arrondissement municipal, celui de Zarda, qui couvre administrativement les deux secteurs administratifs de Zarda et Oued Béja Sud, et qui dispose de son propre code postal (5151). L'arrondissement municipal de Zarda est inauguré en 2020[réf. nécessaire].
Lors des élections municipales du 6 mai 2018, Ennahdha arrive en tête avec 333 voix, suivi par Nidaa Tounes (316 voix) et deux listes indépendantes, Jeunesse pour le développement (236 voix) et Wifaq (153 voix). Abdessatar Bouzid est élu comme le premier maire par les membres du Conseil municipal, lors d'un scrutin en deux tours le 2 juillet 2018[réf. nécessaire].
La région est caractérisée par un climat aride, des précipitations rares et irrégulières (moyenne 288 mm par an) et une température moyenne de 19 °C.